# لقاح داء المثقبيات
لقاح داء المثقبيات (بالإنجليزية: Trypanosomiasis vaccine)‏ هو لقاح ضد داء المثقبيات. لا يوجد حاليا أي لقاح فعال، ولكن تطوير لقاح هو موضوع البحث الحالي. شاركت مؤسسة بيل ومليندا غيتس في تمويل الأبحاث.
هناك العديد من العقبات التي تحول دون تطوير مثل هذا اللقاح. أحد العوائق هو بروتين سكري سطحي مختلف مما يجعل من الصعب على الجهاز المناعي التعرف على الكائن المعدي.
أيضا، المثقبيات بروسي له تأثير كابح مباشر على الخلايا البائية.
قد تشمل إحدى الإستراتيجيات على لقاح ضد المستضدات الأولية.
وقد اتضح أنه قد يكون أكثر إنتاجية لتوليد استجابة مناعية ضد بروتينات السيستين (على سبيل المثال، cruzipain)، بدلا من الكائن الحي نفسه.
هناك نوعان من السلالات المعروفة التي تصيب البشر، المثقبيات البروسية الغامبية والمثقبيات البروسية روديسينسي.